# Jean-Jacques Dordain
Jean-Jacques Dordain, né le 14 avril 1946 à Estrun (Nord), a été le directeur général de l'Agence spatiale européenne de 2003 à 2015.

## Biographie

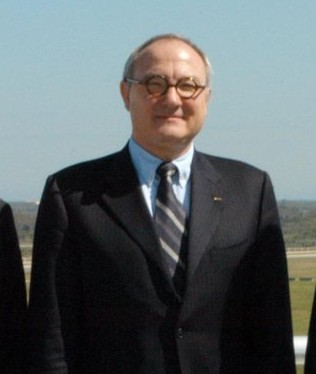
Jean-Jacques Dordain en 2006.

Fils du principal du collège Léo-Lagrange à Aniche et d'une mère institutrice à l'école primaire Basuyaux (à Aniche également). Il passe son enfance à Hordain.
Diplômé de l'École centrale Paris en 1969, Jean-Jacques Dordain a commencé sa carrière scientifique à l'Office national d'études et de recherches aérospatiales (ONERA) et a ensuite travaillé comme professeur à l'École nationale supérieure de l'aéronautique et de l'espace (SUPAERO) dans les années 1970 et 1980. Il a mené des recherches approfondies sur les moteurs-fusées et des expériences en microgravité.
En 1977, Jean-Jacques Dordain fait partie des cinq Français sélectionnés pour un vol dans le programme américain Spacelab ; aucun ne sera retenu. Il pose donc sa candidature en 1979 pour voler avec les Soviétiques, mais le Centre national d'études spatiales (CNES) choisit deux militaires Jean-Loup Chrétien et Patrick Baudry.
En 1997, il est secrétaire exécutif du Comité d'évaluation de l'agence spatiale japonaise (la NASDA, maintenant la JAXA) et plus tard a rejoint l'ESA comme directeur technique, dont il est devenu directeur général en juillet 2003.

## Prix et distinctions
- 2012 : officier de la Légion d'honneur et de l'Ordre national du Mérite[4]
- 2012 : docteur honoris causa de l'université de Liège[5].
- Chancelier de l'International Space University.

## Citation
Mission Rosetta :
« Nous avons atterri et Philae a survécu à l'atterrissage. Elle a atterri au bon endroit, ne vous inquiétez pas, c'est la bonne comète, on ne s'est pas trompé (…) Nous avons la liaison radio, ce qui est très important et nous avons de l'électricité à bord donc on peut se connecter pour avoir l'information. »